# Pietro Sernagiotto
Pietro Sernagiotto (eigentlich Pedro Sernagiotto; * 17. November 1908 in São Paulo; † 5. April 1965 ebenda) war ein brasilianisch-italienischer Fußballspieler.
Sernagiotto, Sohn friulianischer Auswanderer, spielte als Rechtsaußen. Obwohl nur 1,53 m groß und entsprechend zierlich gebaut, war er vor allem für seine präzisen Flanken, seine starken Schüsse sowie für Schnelligkeit und Sprintstärke bekannt. Sein Spitzname war “Ministrinho” (“kleiner Minister”).

## Karriere
Pietro Sernagiotto wechselte im Jahr 1930 nach Italien zu Juventus Turin. Aufgrund einer Sperre debütierte er erst am 18. September 1932 beim 2:3 gegen US Alessandria in der Serie A und wurde in den Folgejahren zum Stammspieler in der legendären Mannschaft des Quinquennio d’Oro. Sein ehrlicher Charakter verschaffte ihm Respekt und viele Freunde innerhalb der Mannschaft, wie z. B. Luis Monti oder Luigi Bertolini. Dennoch hatte er auf seiner Position auf der rechten Außenbahn stets starke Konkurrenz, bei Juve wurde er nach und nach von Federico Munerati verdrängt, in der italienischen Nationalmannschaft wurden ihm andere italienischstämmige Südamerikaner, wie Anfilogino Guarisi oder Enrique Guaita, vorgezogen. Für Juve absolvierte er insgesamt 60 Partien, schoss dabei 16 Tore und konnte drei italienische Meisterschaften feiern.
Sein einziges Spiel für Italien, allerdings nur ein B-Länderspiel, absolvierte Sernagiotto am 22. Oktober 1933 beim 4:4 gegen die ungarische B-Elf in Vercelli.
Im Jahr 1934 ging Pietro Sernagiotto zurück nach Brasilien, wo er noch einige Jahre bei seinem Heimatverein Palestra Italia (heute Palmeiras) spielte.
Pietro Sernagiotto verstarb 1965 im Alter von 56 Jahren sehr plötzlich.

## Erfolge
- Italienische Meisterschaft: 1932/33, 1933/34